# Jana Musilová (herečka)
Jana Musilová (* 8. října 1966 Svitavy) je česká herečka a zpěvačka, členka Městského divadla Brno.
V roce 1990 vystudovala činoherní herectví na Janáčkově akademii múzických umění v Brně.

## Práce
Věnuje se hodně dabingu, její nejznámější namluvenou rolí je Dana Scullyová ze seriálu Akta X nebo Kate McGregorová ze seriálu Námořní hlídka. Moderuje pořad České televize Sama doma. Je také zpěvačkou šansonů, často koncertuje a mimo jiné si v roce 2007 zahrála v seriálu Četnické humoresky, v díle s názvem Pamlsek.

## Ocenění
Dvakrát byla v širší nominaci na Cenu Thálie, obor muzikál. V roce 2015 získala na mezinárodním festivalu v jihokorejském Daegu cenu za nejlepší herecký výkon ve vedlejší roli Matky v muzikálu Fantom Londýna Národního divadla moravskoslezského v Ostravě. Je držitelkou dabingové Ceny Františka Filipovského (Cena diváků za ženský herecký výkon) za rok 2017. 

## Vydaná CD
- Život je báječný – La vie est merveilleuse. (2003)
- Hledání – Je cherche (2005)

## Role v divadle

### Muzikály
- Alexandra (Čarodějky z Eastwicku)
- Madame Thénardier (Bídníci)
- Matka Henryho (Fantom Londýna)
- Winifred Banksová (Mary Poppins)
- paní Strakoschová (Funny Girl)
- Torrey, asistentka Katherine (Děsnej Pátek)
- Vicki Nicholsová (Donaha!)
- Tanja/Titanie (Let snů LILI)
- Vdova (Řek Zorba)
- Satan (Bastard)
- Titanie, Helena, matka (Sny nocí svatojánských)
- Anita (West Side Story)
- Harra (Babylon)
- Máří Magdalena (Jesus Christ Superstar)
- Paní Corneyová (Oliver!) – širší nominace na (Cenu Thálie) 2006
- Penelopé (Odysseia)
- Cajtl (Šumař na střeše)
- Cikánka (Ferdinand kde ste?)
- Muzikálová show Golden Brodway
- Baronka von Waldstätten (Mozart!) – širší nominace na (Cenu Thálie) 2009

### Činohra
- Isabela (Alžběta anglická)
- Marcela (Manon Lescaut)
- Marcela Chamboissy (Brouk v hlavě)
- Emilie (Othello)